# تان يلك موهرينغ
تان يلك موهرينغ (بالألمانية: Wotan Wilke Möhring)‏ (و. 1967 – م) هو ممثل، وموسيقي من ألمانيا . ولد في دتمولد.

## روابط خارجية
- تان يلك موهرينغ على موقع IMDb (الإنجليزية)
- تان يلك موهرينغ على موقع مونزينجر (الألمانية)
- تان يلك موهرينغ على موقع قاعدة بيانات الأفلام العربية
- تان يلك موهرينغ على موقع ألو سيني (الفرنسية)
- تان يلك موهرينغ على موقع ميوزك برينز (الإنجليزية)
- تان يلك موهرينغ على موقع أول موفي (الإنجليزية)
- تان يلك موهرينغ على موقع قاعدة بيانات الأفلام السويدية (السويدية)
- تان يلك موهرينغ على موقع ديسكوغز (الإنجليزية)
- تان يلك موهرينغ على موقع قاعدة بيانات الفيلم (الإنجليزية)
- تان يلك موهرينغ على موقع كينوبويسك (الروسية)